# Х (кириллица)
Х, х (русское название: ха; в аббревиатурах иногда хэ: хэбэ) — буква всех славянских кириллических алфавитов (22-я в болгарском, 23-я в русском, 24-я в белорусском, 26-я в сербском и украинском, 27-я в македонском); используется также в алфавитах некоторых неславянских языков.
В старо- и церковнославянской азбуках носит название «хѣръ», происхождение которого неясно: считать его, как это часто делается, связанным со словом «херувим» затруднительно (последнее не содержало ятя, хотя в качестве фонетической адаптации мягких заднеязычных ять мог иногда появляться в заимствованиях, например, известны написания вроде Гѣръманъ); другая версия отсылает к греческим словам вроде χαι̃ρε [хе́рэ] (радуйся) или χείρ [хир] (рука). В кириллице обычно считается 23-й по порядку и выглядит как ; в глаголице по счёту 24-я, имеет вид .
В обеих азбуках числовое значение — 600.

## Происхождение
Происхождение кириллической буквы (и глаголической паукообразной) — греческая буква хи (Χ, χ); основная же глаголическая форма неясного происхождения (обычно тоже возводится к греческой «хи», но при этом непонятна полная несимметричность результата; есть также версия с изменённым латинским h).
В древности существовало и второе глаголическое начертание, так называемое «паукообразное» — в виде кружка с четырьмя крючками: Ⱒ. Оно встречается в памятниках 4 раза: 1 раз в Ассеманиевом Евангелии и 3 раза в Синайской псалтыри. Во всех случаях знак передавал первую букву в слове «хлъмъ» (холм). По данным «Азбучной молитвы» Константина Преславского и Мюнхенского абецедария, «паукообразное х» — Ⱒ — входило в глаголический алфавит как отдельная (33-я по счёту) буква.
Форма кириллической буквы Х заметных вариантов не имела, разве что в скорописи могла изображаться в один росчерк без отрыва пера от бумаги, что обычно выглядело похоже на рукописное α. С введением гражданского шрифта начертание буквы Х отождествилось с формой латинской буквы «икс». Появилась также надписная форма буквы.

## Произношение
В современном русском языке буква Х обозначает глухой велярный фрикативный согласный звук: твёрдый [x] или мягкий [xʲ] (смягчается перед е и и; сочетания с другими смягчающими гласными и с ь редки и встречаются только в заимствованиях: Хёйзинга, Хюбнер, Пюхяярви, Хьюстон). Практически не сочетается с ы: это бывает только в заимствованиях (Архыз). Сочетания с э также редки: в заимствованиях в данном случае обычны колебания в написании э/е: хэппенинг/хеппенинг, хэш/хеш, тхэквондо/тхеквондо и т. п., а в сложных словах между х и э происходит слогораздел: двухэтажный, сверхэнергичный.
В других славянских языках мягкое произношение встречается реже, чем в русском.
В сербском произношение буквы Х ослаблено до [h] и даже до полного исчезновения звука, в связи с чем Вук Караджич первоначально эту букву вообще не включил в реформируемый сербский алфавит, что сильно изменило облик многих слов: ду(х)овник, патријар(х), (Х)орације, (х)ришћанство, (Х)рватска.

## Мокшанский язык
В мокшанском языке обозначает звук [x], а также используется в диграфах лх [l̥] и рх [r̥] (ср. латинские lh и rh).

## Чеченский язык
В чеченской грамматике буква Х является гайтаром (показателем) хотталург дожара (вещественного падежа).

## Переносные значения названия «хер»
- Из-за формы буквы Х её название хер часто использовалось для обозначения чего-либо крестообразного: у Даля[5] упоминаются «игра в херики-оники» (крестики-нолики) и выражение «ноги хером» как противоположное «ноги колесом». Отсюда же происходит слово похерить (первоначально — перечеркнуть крест-накрест[1]; ср. у Н. С. Лескова: Владыка решение консисторское о назначении следствия хером перечеркнул[6]).
- Будучи первой буквой вульгарного и нецензурного слова, обозначающего мужской половой орган, слово хер стало с XIX века активно использоваться как его эвфемизм[3][7] (ср. англ. eff (название буквы F) вместо fuck). В итоге к 1990-м годам в СССР слово «хер» и производные от него (например, «похерить») стали многими восприниматься как табуированные, так как исконные наименования кириллических букв были в основной массе населения забыты. Данный факт наложил отпечаток и на употребление слова «хер» в постсоветскую эпоху, несмотря на изменение отношения к обсценной лексике[8]. Тем не менее портал Грамота.ру отмечает, что «слово хер и все производные от него не относятся к матерным словам»[9].

## Таблица кодов
| Кодировка    | Регистр   | Десятич- ный код | 16-рич- ный код | Восьмерич- ный код | Двоичный код      |
| ------------ | --------- | ---------------- | --------------- | ------------------ | ----------------- |
| Юникод       | Прописная | 1061             | 0425            | 002045             | 00000100 00100101 |
| Юникод       | Строчная  | 1093             | 0445            | 002105             | 00000100 01000101 |
| ISO 8859-5   | Прописная | 197              | C5              | 305                | 11000101          |
| ISO 8859-5   | Строчная  | 229              | E5              | 345                | 11100101          |
| КОИ-8        | Прописная | 232              | E8              | 350                | 11101000          |
| КОИ-8        | Строчная  | 200              | C8              | 308                | 11001000          |
| Windows-1251 | Прописная | 213              | D5              | 325                | 11010101          |
| Windows-1251 | Строчная  | 245              | F5              | 365                | 11110101          |

В HTML прописную букву: Х можно записать как &#1061; или &#x425;, а строчную х — как &#1093; или &#x445;.